# Изабела Португалска (1397 – 1471)
Изабела Португалска (на френски: Isabelle de Portugal, Duchesse de Bourgogne, на португалски: Isabel de Portugal, Duquesa da Borgonha; * 21 февруари 1397, Евора; † 17 декември 1471, Дижон) е португалска инфанта от Дом Авис и като трета съпруга на Филип Добрия от 1430 до 1467 херцогиня на Бургундия. Тя е майка на Карл Смели.

## Живот
Изабела е дъщеря на крал Жуау I от Португалия и на Филипа Ланкастър, дъщеря на Джон Гонт, син на английския крал Едуард III. Изабела е сестра на крал Дуарте и Енрике Мореплавателя.
Изабела учи математика, природни науки, езици и политика. През 1430 г. тя се омъжва за Филип III Добрия (1396 – 1467), херцог на Бургундия от бургундската странична линия на династията Валоа. Когато нейният съпруг отсъства Изабела го замества.
Изабела умира през 1471 г. на 74 години, четири години след съпруга си. През 1473 г. сина ѝ Карл ги мести в манастирската църква в Дижон.

## Деца
- Антоан (* 1430, † 1432),
- Жозеф (* 1432; † 1432),
- Карл Смели (* 1433, † 1477), граф на Шароле, от 1467 година херцог на Бургундия.